# Bargagli
Bargagli (Bargaggi in ligure) è un comune italiano di 2 507 abitanti della città metropolitana di Genova in Liguria.

## Geografia fisica

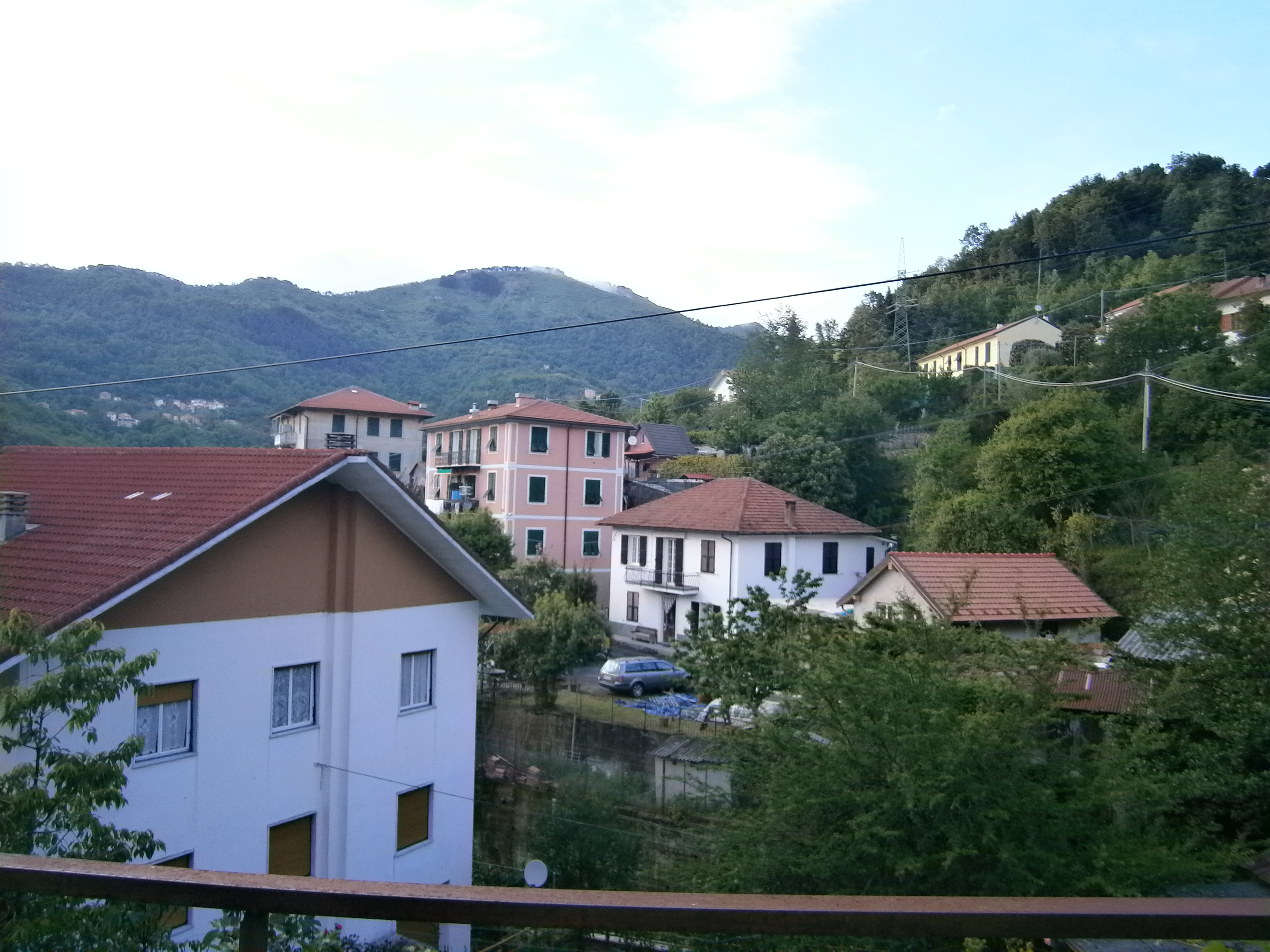
Case a Bargagli

### Territorio
Il territorio comunale di Bargagli si trova nell'entroterra dell'alta val Bisagno, attraversato dal torrente omonimo che divide il territorio dall'attiguo comune di Davagna.
La maggiore vetta del comprensorio è il monte Croce dei Fo' (973 m), con "fò" che in dialetto genovese significa faggi. Insistono nel territorio anche il monte Croce di Bragalla (864 m) -  denominato anticamente Barcalla o Bargalla, da cui deriverebbe il toponimo Bargagli, e storico punto geografico quale spartiacque con la val Fontanabuona - , il monte di Traso (908 m) e il monte Costa Lione (819 m).

### Clima
Bargagli ha un clima sub-mediterraneo di transizione all'appenninico, quest'ultimo presente nelle aree più elevate del comune e mano a mano che si procede nell'entroterra. Le precipitazioni si concentrano soprattutto in autunno e primavera. Le nevicate si verificano quasi tutti gli anni soprattutto nel mese di gennaio, ma sono spesso di lieve entità con la neve che si scioglie in pochi giorni.

## Storia
Alcune tracce architettoniche, in particolare i ponti, portano a pensare che il centro abitato abbia avuto origine in epoca romana; tre ponti sono ancora percorribili nelle borgate storiche di Mulino, La Presa e Sottovaxe.

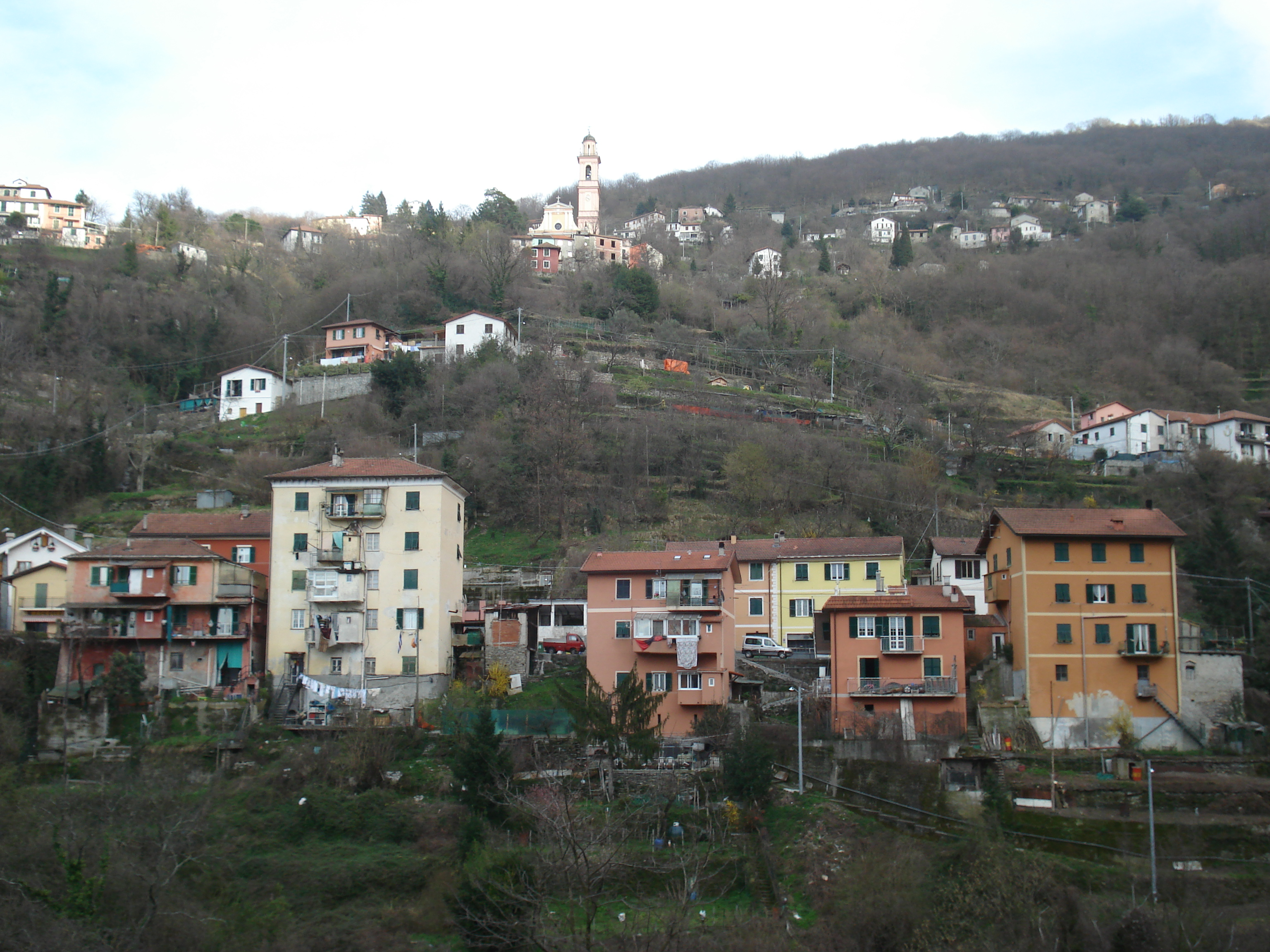
L'abitato frazionario di Traso

Nel corso dei secoli il paese fu crocevia dei traffici commerciali dalla Liguria a Piacenza, specie quelli del sale sulla cosiddetta via del sale.
Il termine Bargagli (derivato dal nome del monte sulle cui pendici si sviluppa il comune, il Bragalla) è citato per la prima volta in un documento del 916, nell'anno in cui si consacrò la pieve locale di Santa Maria Assunta, con il territorio sottoposto fino al XVIII secolo al dominio della Repubblica di Genova sotto il territorio giurisdizionale della podesteria di Albaro e Bisagno.
Nel 1797 con la nuova dominazione francese di Napoleone Bonaparte rientrò dal 2 dicembre nel dipartimento del Bisagno, con capoluogo San Martino d'Albaro, all'interno della Repubblica Ligure. Dal 28 aprile 1798 Bargagli divenne capoluogo del V cantone della giurisdizione del Bisagno e dal 1803 centro principale del V cantone del Bisagno nella giurisdizione del Centro. Annesso al Primo Impero francese, dal 13 giugno 1805 al 1814 venne inserito nel dipartimento di Genova.
Nel 1815 fu inglobato nel Regno di Sardegna, così come stabilì il congresso di Vienna del 1814, e successivamente nel Regno d'Italia dal 1861. Dal 1859 al 1926 il territorio fu compreso nell'XI mandamento di Torriglia del circondario di Genova facente parte dell'allora Provincia di Genova.
Dal 1944 al 1985 il territorio di Bargagli divenne tristemente famoso per i fatti legati a quello che la stampa giornalistica definì come del "mostro di Bargagli", una serie di omicidi ancora irrisolti e senza ancora un definito serial killer. Molto probabilmente gli autori degli omicidi furono la "banda dei vitelli", divenuta famosa durante la seconda guerra mondiale per vendere la carne al mercato nero. In tutto la banda causò 27 vittime, tra partigiani, carabinieri e tante altre persone con vari metodi di uccisione come le sprangate e l'impiccagione.
Dal 1973 al 31 dicembre 2008 ha fatto parte della Comunità montana Fontanabuona e dal 1º gennaio 2009 al 1º maggio 2011 della Comunità montana delle Alte Valli Trebbia e Bisagno.

### Simboli
Stemma
Gonfalone
L'edificio religioso, raffigurante la chiesa di Santa Maria Assunta, presenta una struttura a tre navate, copertura in rosso, il portale con rosone e tre finestre, l'attiguo campanile anch'esso in argento, con tetto cuspidato. Il simbolo è sormontato da cinque stelle d'oro con cinque punte in campo azzurro.

Lo stemma e il gonfalone sono stati concessi con il decreto del presidente della Repubblica n. 3783 del 13 luglio 1987.

## Monumenti e luoghi d'interesse

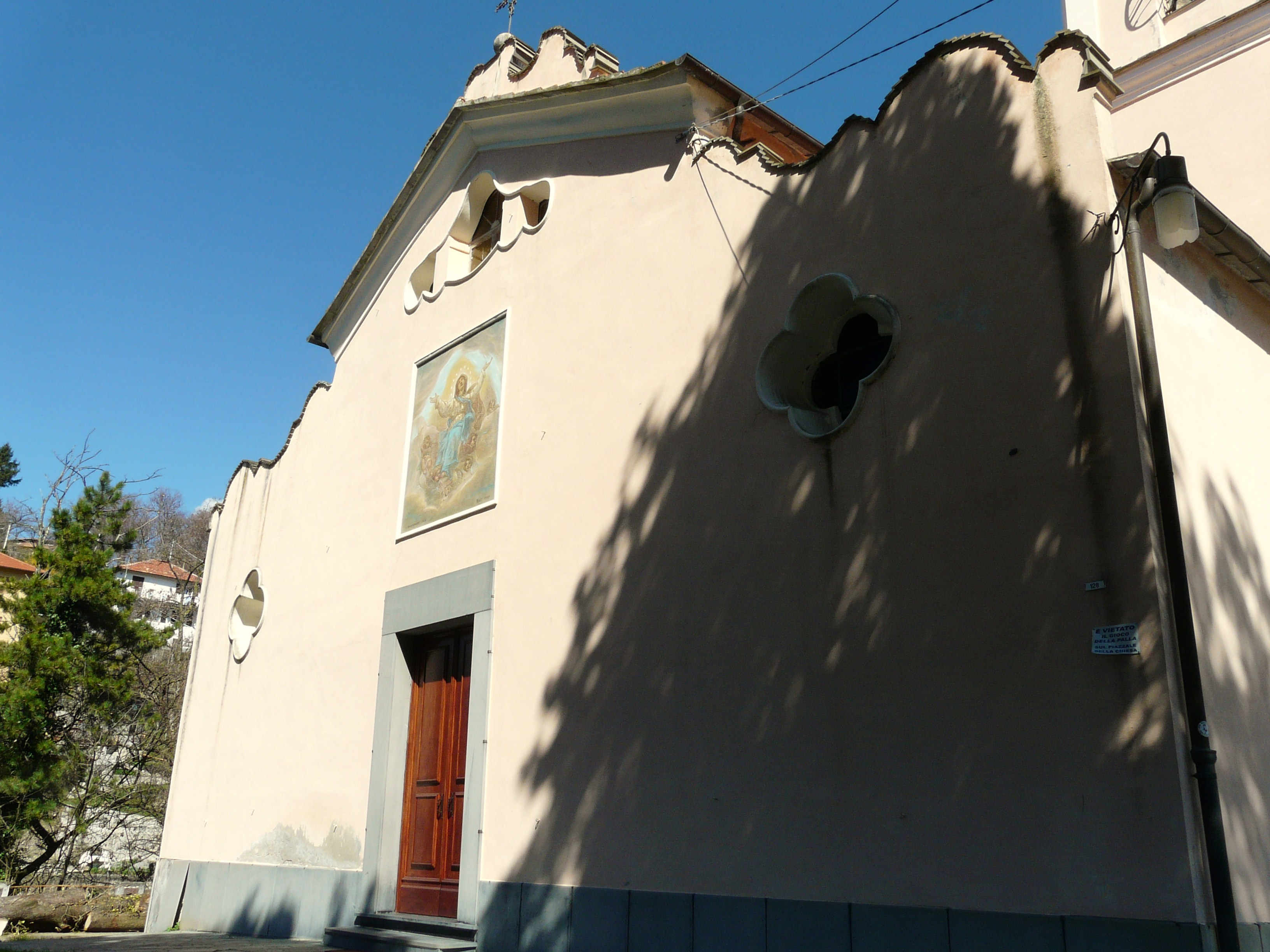
La chiesa plebana parrocchiale di Santa Maria Assunta

### Architetture religiose
- Chiesa plebana parrocchiale di Santa Maria Assunta nel capoluogo. Risalente al 935, ma completamente trasformata nel corso del XVII secolo, è una delle più antiche pievi della Liguria.
- Oratorio di San Fruttuoso nel capoluogo. Attiguo alla pieve di Santa Maria Assunta fu costruito nel XV secolo e divenne la sede della locale confraternita dei disciplinanti.
- Chiesa parrocchiale della Visitazione di Maria Santissima nella borgata di Cisiano.
- Chiesa dell'Immacolata Concezione della Beata Vergine Maria nella località di Maxena di Bargagli.
- Cappella di Nostra Signora della Guardia nella località di Maxena, di probabile origine settecentesca.
- Chiesa parrocchiale di Sant'Ambrogio nella frazione di Traso.
- Oratorio di San Rocco nella frazione di Traso dove annualmente viene allestito un presepe in ardesia[8].
- Chiesa parrocchiale di San Giovanni Battista nella borgata di Terrusso.
- Chiesa parrocchiale di San Siro nella borgata di Viganego.
- Oratorio di San Bartolomeo apostolo nella borgata di Viganego.

### Presepe nel bosco
Nella frazione di Viganego, vicino alla chiesa di San Siro, un originale presepe costruito in pietra e che riproduce l'architettura tipica della zona. Curatissimi i dettagli di questa opera alla cui crescita contribuiscono molti abitanti del paese.

## Società

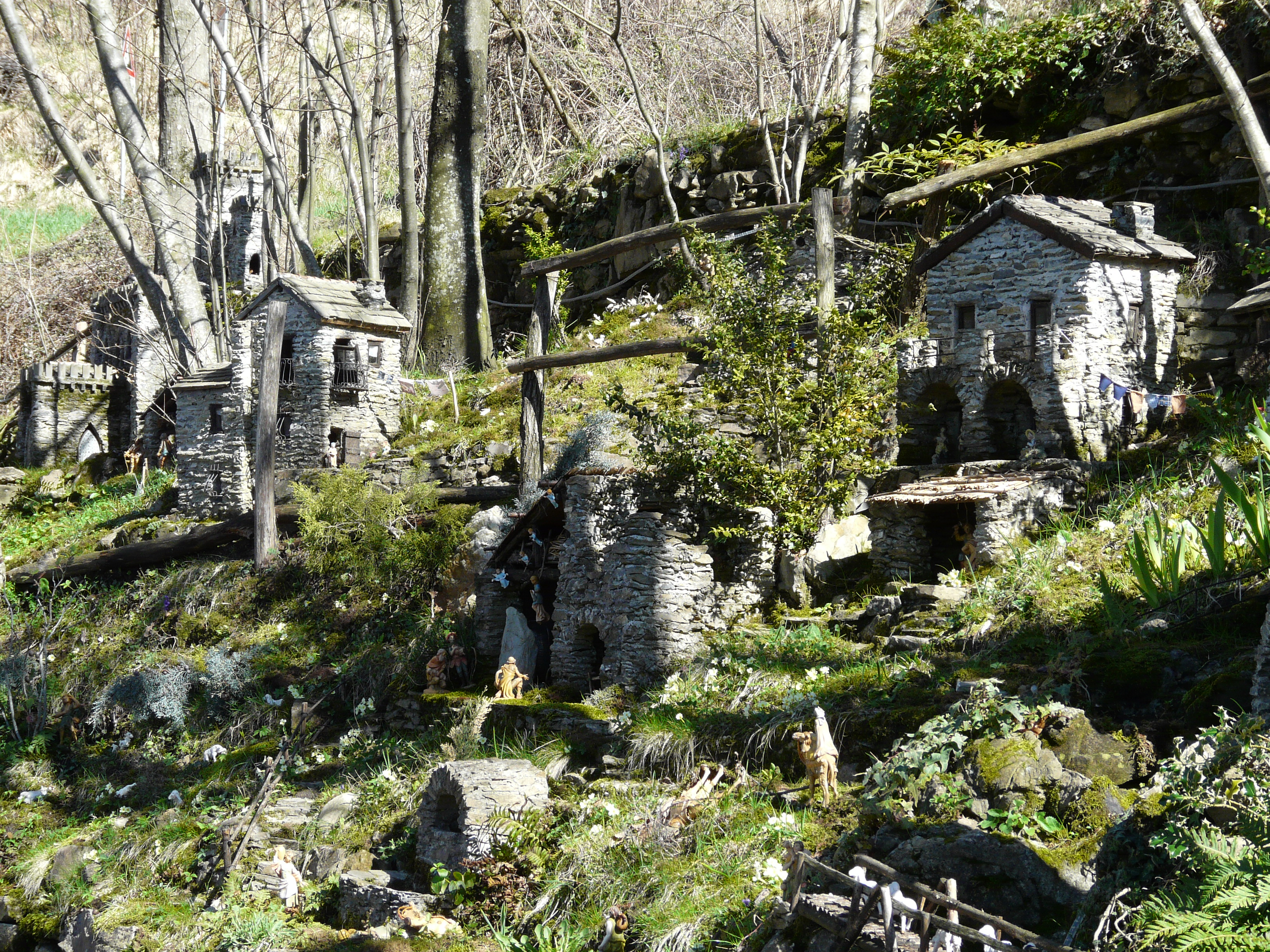
Il presepe nel bosco a Viganego

### Evoluzione demografica
Abitanti censiti

### Etnie e minoranze straniere

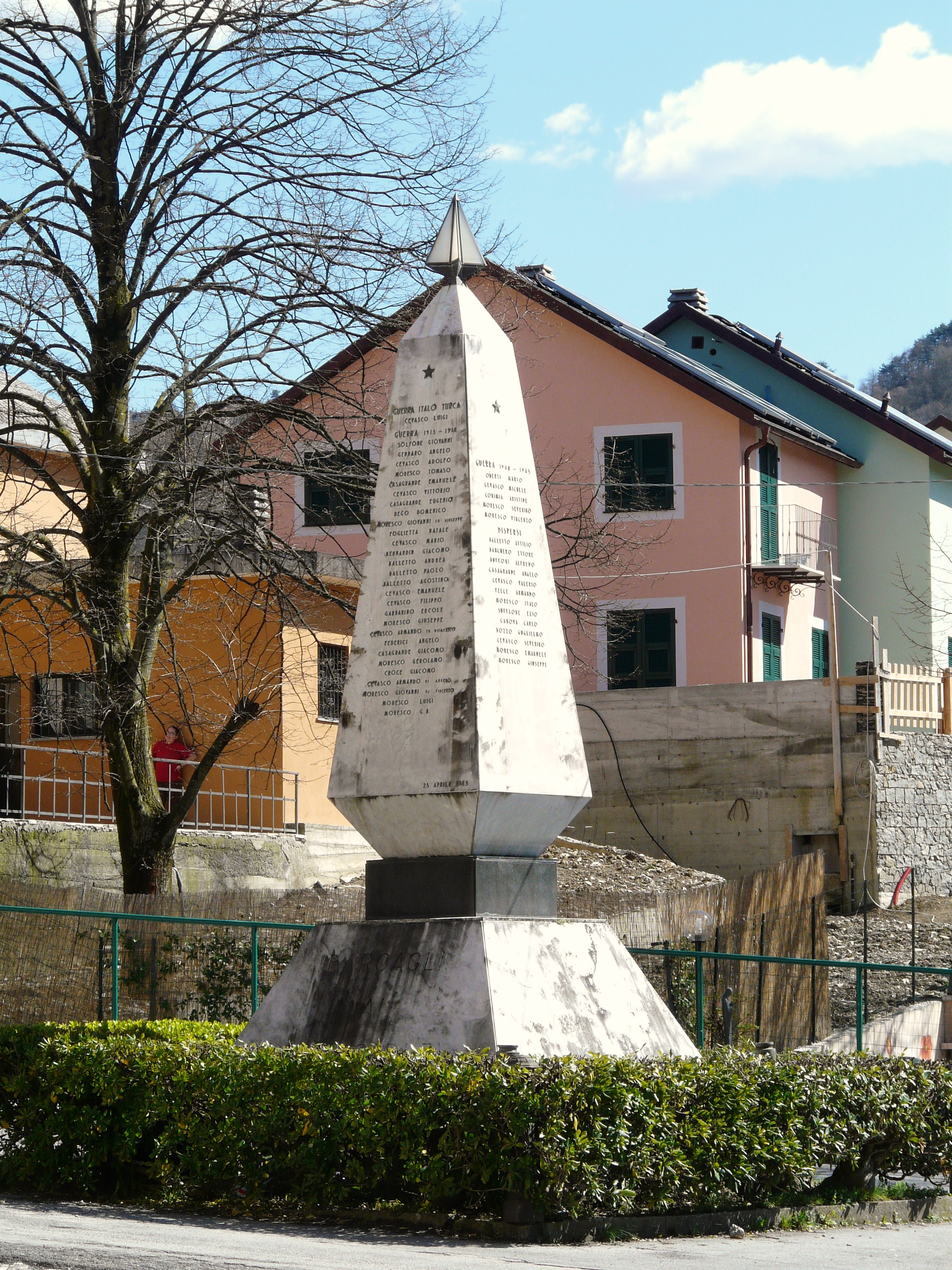
Il monumento ai caduti

Secondo i dati Istat al 31 dicembre 2022, i cittadini stranieri residenti a Bargagli sono 106, così suddivisi per nazionalità, elencando per le presenze più significative:
1. Albania, 29

## Geografica antropica
Il territorio comunale comprende le quattro frazioni di Bargagli Capoluogo, Maxena, Traso e Valle Lentro per un totale di 16,28 km2. Le frazioni sono ulteriormente costituite da borgate storiche quali La Presa, Trapena, Viganego, Terrusso e Cisiano (Valle Lentro); Eo, Casa Comunale, Molino, Vaxe, Vigo, Cevasco, Miana, Ferretto, Mercato, San Lorenzo, Canova, Bragalla, Portiglia, Borgonuovo, Pian Serreto, Ospedale e Sant'Alberto (Bargagli Capoluogo) storicamente riconosciute dalla comunità e dallo statuto comunale.
Confina a nord con il comune di Davagna, a sud con Genova e Sori, ad est con Lumarzo e ad ovest nuovamente con Davagna e Genova (delegazione di Struppa).

## Economia
L'economia del comune si basa per lo più sull'attività agricola, la lavorazione dell'ardesia e l'utilizzo delle fonti sorgive della zona. In passato il comune era molto rinomato per le attività tessili (seta e velluto) e specie nei primi anni del XIX secolo il territorio rurale di Bargagli costituiva uno dei maggiori del comprensorio del Genovesato dove, grazie ai numerosi nuclei abitati, fioriva l'attività legata all'agricoltura e alla pastorizia.

## Infrastrutture e trasporti

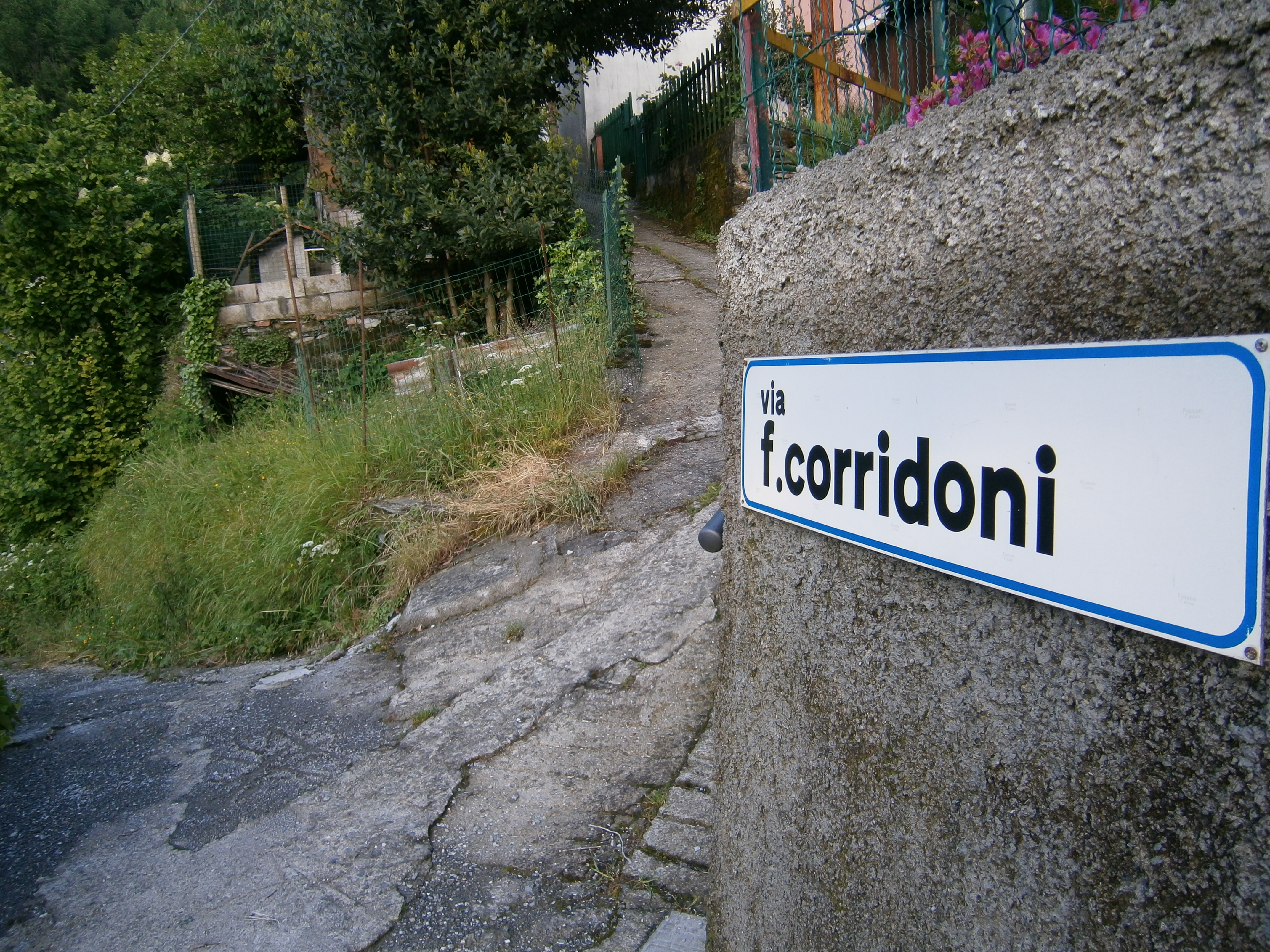
Una stradina a Bargagli

### Strade
Il centro di Bargagli è attraversato dalla strada statale 45 di Val Trebbia la quale permette il collegamento stradale con Genova, ad ovest, e con Torriglia a nord.
Un'alternativa stradale può essere il collegamento dalla val Fontanabuona attraverso il traforo T3 Bargagli-Ferriere della strada statale 225 della Val Fontanabuona collegante Bargagli con la frazione di Ferriere nel territorio comunale di Lumarzo; quest'ultima località è altresì raggiungibile dalla strada provinciale 82 di Sant'Alberto di Bargagli.

### Mobilità urbana
Dal comune di Genova un servizio di trasporto pubblico locale gestito dall'AMT garantisce quotidiani collegamenti bus con Bargagli e per le altre località del territorio comunale.

### Aviazione
Nella borgata di Terrusso è presente il radiofaro VOR di Genova con frequenza 112,80 MHz.

## Amministrazione

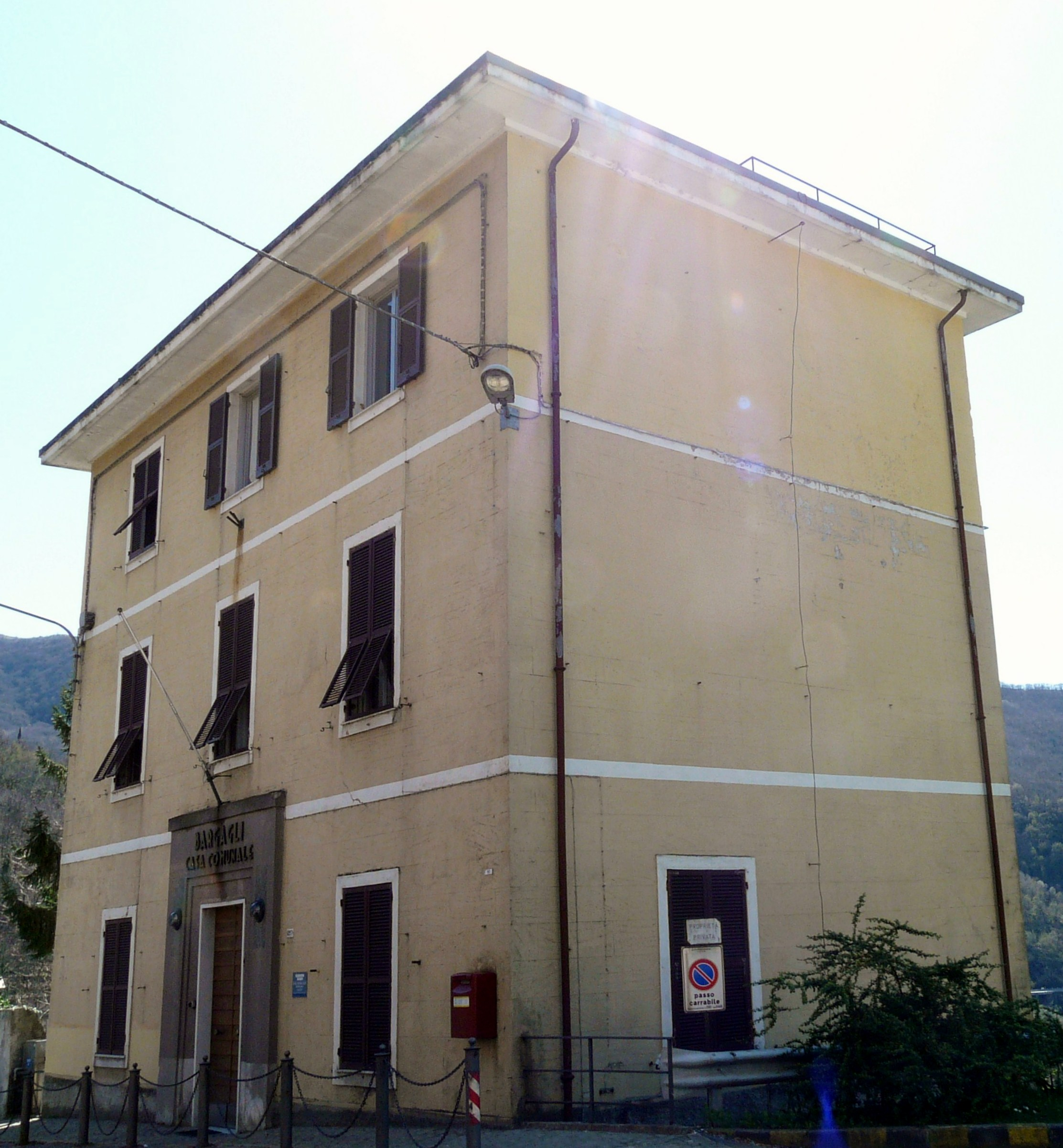
Il municipio

| Periodo        | Periodo        | Primo cittadino   | Partito                                                       | Carica  | Note |
| -------------- | -------------- | ----------------- | ------------------------------------------------------------- | ------- | ---- |
| 14 luglio 1985 | 9 giugno 1990  | Luciano Boleto    | PCI                                                           | Sindaco |      |
| 9 giugno 1990  | 24 aprile 1995 | Luciano Boleto    | PCI                                                           | Sindaco |      |
| 24 aprile 1995 | 14 giugno 1999 | Luciano Boleto    | lista civica di centro-sinistra                               | Sindaco |      |
| 14 giugno 1999 | 14 giugno 2004 | Luciano Boleto    | lista civica di centro-sinistra                               | Sindaco |      |
| 14 giugno 2004 | 8 giugno 2009  | Sergio Aveto      | lista civica di centro-sinistra                               | Sindaco |      |
| 8 giugno 2009  | 26 maggio 2014 | Sergio Aveto      | Insieme per il Futuro (lista civica di centro-sinistra)       | Sindaco |      |
| 26 maggio 2014 | 27 maggio 2019 | Sergio Aveto      | Insieme per il Futuro (lista civica di centro-sinistra)       | Sindaco |      |
| 27 maggio 2019 | 10 giugno 2024 | Sergio Casalini   | A Bargagli Casalini Sindaco (lista civica di centro-sinistra) | Sindaco |      |
| 10 giugno 2024 | in carica      | Francesco Massoli | Insieme per Bargagli (lista civica di centro-sinistra)        | Sindaco |      |

## Sport

### Calcio
- G.S.D. Bargagli San Siro, militante nel campionato di Prima Categoria. I colori sociali sono il verde, il bianco e il blu. Gioca nello stadio "Ligorna", in via Solimano a Genova.